# Lepidesmia
Lepidesmia, monotipski rod glavočika. Jedina vrsta je L. squarrosa iz podtribusa Ayapaninae, dio tribusa Eupatorieae .

## Opis
Lepidesmia uključuje jednu zeljastu vrstu koja je poznata iz morskih staništa na Kubi i sjevernoj Južnoj Americi. Ističe se po blijedolikim glavicama, suženim privjescima i kratkom resastom papusu.

## Sinonimi
- Tamayoa V.M.Badillo; Bol. Soc. Venez. Ci. Nat. 9: 139 (1944)
- Ayapana squarrosa (Klatt) R.M.King & H.Rob.; Phytologia 20: 212 (1970)
- Tamayoa paraguanensis V.M.Badillo; Bol. Soc. Venez. Ci. Nat. 9: 139 (1944)